# Last Days
Last Days är en amerikansk film från 2005 av Gus van Sant. Filmen är inspirerad av de sista dagarna i Kurt Cobains liv.

## Rollista
| Michael Pitt  | – Blake          |
| Lukas Haas    | – Luke           |
| Asia Argento  | – Asia           |
| Scott Green   | – Scott          |
| Nicole Vicius | – Nicole         |
| Ricky Jay     | – Detektiv       |
| Ryan Orion    | – Donovan        |
| Kim Gordon    | – Skivbolagschef |